# 카일 쇼펠트
카일 키스 쇼펠트(영어: Kyle Keith Shewfelt, 1982년 5월 6일~)는 캐나다의 체조 선수, 지도자이다. 2004년 하계 올림픽에서 남자 마루 부문 금메달을 획득하여 캐나다 기계 체조 선수로는 최초로 올림픽에서 메달을 획득했다.
2009년에 현역에서 은퇴한 후 체조 해설가와 체조 지도자로 일하고 있다.